# 點燈人聯盟
《點燈人聯盟》是2023年回合制策略游戏，由Harebrained Schemes开发、Paradox Interactive发行，对应Windows、Xbox One和Xbox Series X/S平台。
据评论汇总网站Metacritic统计，Windows版获得「总体正面」评价，Xbox Series版获得「两极或中庸」评价。